# Järvtjärnarna (Undersåkers socken, Jämtland, 702060-135569)
Järvtjärnarna är en sjö i Åre kommun i Jämtland och ingår i Indalsälvens huvudavrinningsområde.